# Mike Goi
Michael Goi (Chicago, 4 marzo 1959) è un regista statunitense.
È noto per il suo lavoro su Showtime's Web Therapy e per il suo lavoro con Ryan Murphy e Brad Falchuk in Glee, Scream Queens e American Horror Story. Ha anche scritto e diretto il film del 2011 Megan Is Missing. È produttore esecutivo di Avatar - La leggenda di Aang.